# Altstadt (Biel/Bienne)
Die Bieler Altstadt (französisch Vieille ville) bildet mit nur 9 Hektaren das flächenmässig kleinste der 10 Quartiere Biels. Die mittelalterliche Altstadt liegt abseits der, von den meisten Nicht-Bielern als Altstadt bezeichneten, Bieler Neustadt und somit am Rande des heutigen Zentrums. 

## Geographie
Die Altstadt befindet sich etwas nördlich des Zentrums des Bieler Stadtgebiets. Sie befindet sich auf und rund um den im Vergleich zur restlichen modernen Stadt leicht erhöhten Kalkstein-Vorsprung der noch existierenden Römerquelle am Jurasüdfuss.
Das Quartier erstreckt sich von der Zentralstrasse und der Jakob-Rosius-Strasse im Westen bis zur Gerbergasse und Neumarktstrasse im Osten und von der Schützengasse und Jurastrasse im Norden bis zur General-Dufour-Strasse im Süden.
Es befindet sich als Siedlungsinsel eingebettet zwischen den Quartieren Neustadt-Nord und Rebberg.

## Geschichte
Dieser mittelalterliche Teil Biels wurde zwischen 1220 und 1230 gegründet. An diese Zeit erinnern vor allem die nördliche Stadtmauer, die Ober- sowie Untergasse, die Juravorstadt, die Burg sowie die Burggasse, der Platz namens Ring und das Untergässli.
Das heutige äussere Erscheinungsbild der Altstadt entspricht grösstenteils unverändert demjenigen des 18. und frühen 19. Jahrhunderts, wobei die älteren Spuren und Grundmuster der Häuser und der Befestigung sichtbar sind. Bemerkenswert ist, dass der nördlich der Kanalgasse gelegene Teil dieses Quartiers – mit Ausnahme der Obergasse – weitgehend verkehrsfrei ist und sich darin weder Grossverteiler noch Ladenketten finden lassen.

## Galerie

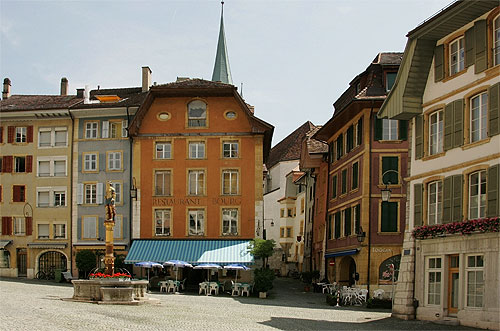
Bieler Altstadt: Burgplatz mit Gerechtigkeitsbrunnen
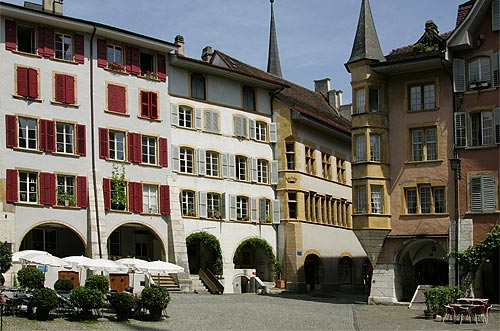
Bieler Altstadt: Ring